# Ronald Lee
Ronald Lee (Montreal, 1934 - 26 de enero de 2020) fue un escritor, lingüista y activista canadiense romaní.

## Infancia y juventud
Su padre era un músico europeo de ascendencia kalderash que emigró a Canadá donde se casó adoptando el apellido de su esposa. 
Ronald nació en Montreal. En 1939 visitó Gran Bretaña y no pudo viajar de vuelta a casa por la Segunda Guerra Mundial. Lee regresó a Canadá en 1945. 
Allí trabajó en el verano de las ferias y parques de atracciones con su tío, y luego asistió a la escuela nocturna en Montreal en otoño, invierno y primavera.
Cuando cumplió los 18 años, comenzó a viajar con una familia kalderash de Europa haciendo revestimientos de metal, y atendiendo en cocinas de restaurante, etc. Luego tomó cursos de periodismo y escritura creativa.

## Años adultos
Comenzó a trabajar para el pueblo gitano canadiense como activista en 1965, por Kris Romani (la asamblea judicial interna de los gitanos) tratando de fomentar una mejor comprensión entre romaníes y payos para combatir el prejuicio y el equívoco en periódicos y ayudar al gitano. En los años setenta, se metió a ayudar a los refugiados gitanos del Bloque Oriental Comunista y de la ex-Yugoslavia. Fue con Yul Brynner, Ian Hancock y John Tene a las Naciones Unidas en 5 de julio de 1978 para la aprobación y creación de la Unión Romaní, que se consiguió un año después. 
En 1997, inició y fue uno de los fundadores de  el Centro de la Comunidad y el Apoyo de Roma (Se basó en Toronto) y la  Alianza romaní canadiense occidental, en Vancouver, en 1998. 
Actualmente, Ronald enseña un curso de Diáspora Romaní en la Universidad de Toronto. Es también Presidente del Centro de la Comunidad Romaní en Toronto y representante del Congreso Nacional Romaní, así como un miembro de la junta de supervisión del desembolso de los activos en Suiza de sobrevivientes gitanos del Holocausto nazi que ahora viven en Canadá.

## Escrituras
- Goddamm Gypsy, una novela popular que tradujo a español, alemán, italiano, serbio, checo, ruso, y a otros idiomas. Publicado por Libros de Tundra de Montreal, y de McClelland y Stewart, Toronto, Canadá, 1971
- Verdammter Zigeuner, Bilder von Willi Glasauer, Beltz & Gelberg, ISBN 3-407-78760-X, 1978
- Aprender Romani: Das-duma Rromanes, de la Universidad de Hertfordshire Press, 2005